# Liste der Gemeinden in der Provinz Santa Cruz de Tenerife
Die spanische Provinz Santa Cruz de Tenerife hat 54 Gemeinden (Stand 1. Januar 2019).

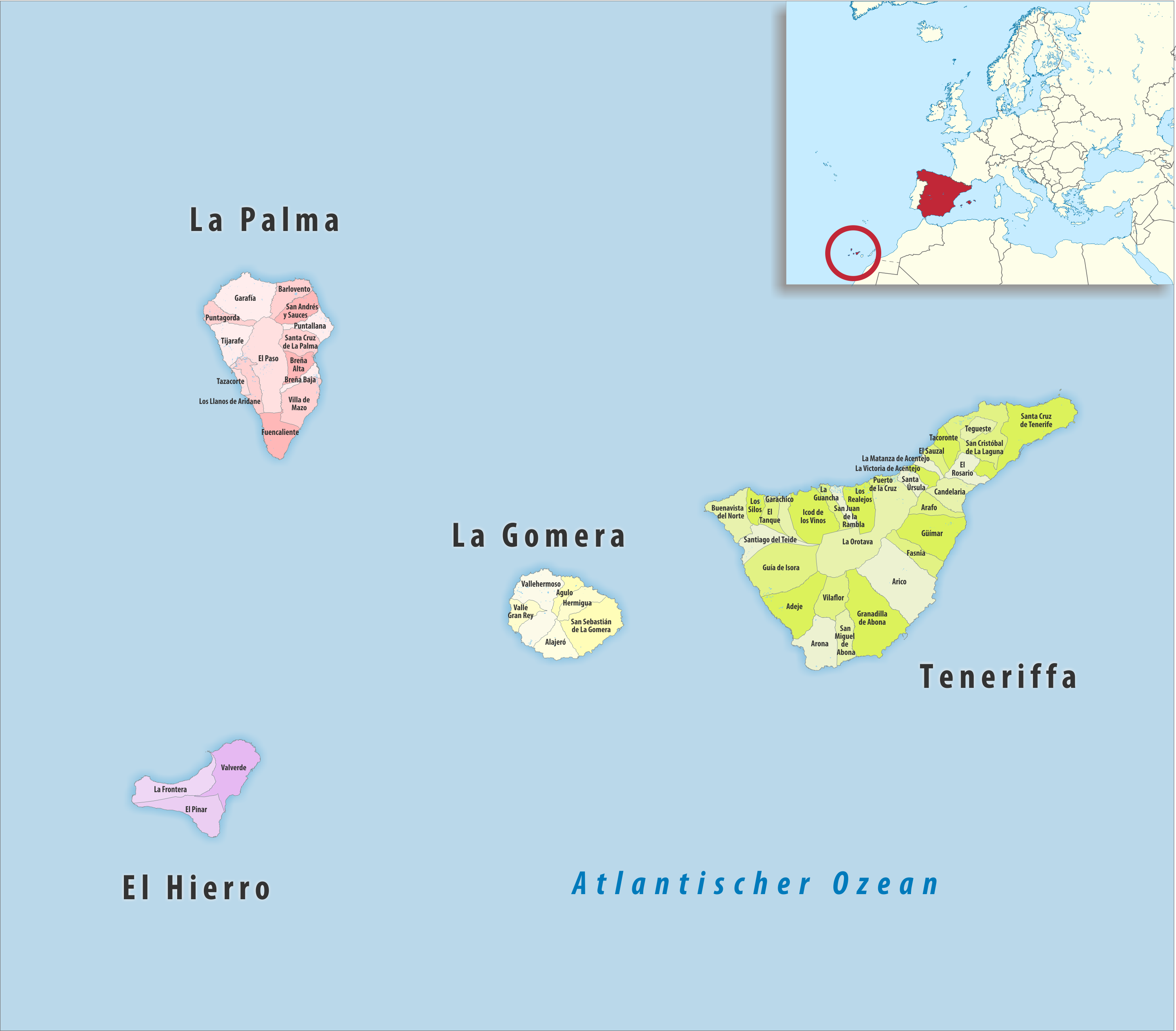
Gemeinden in der Provinz Santa Cruz de Tenerife

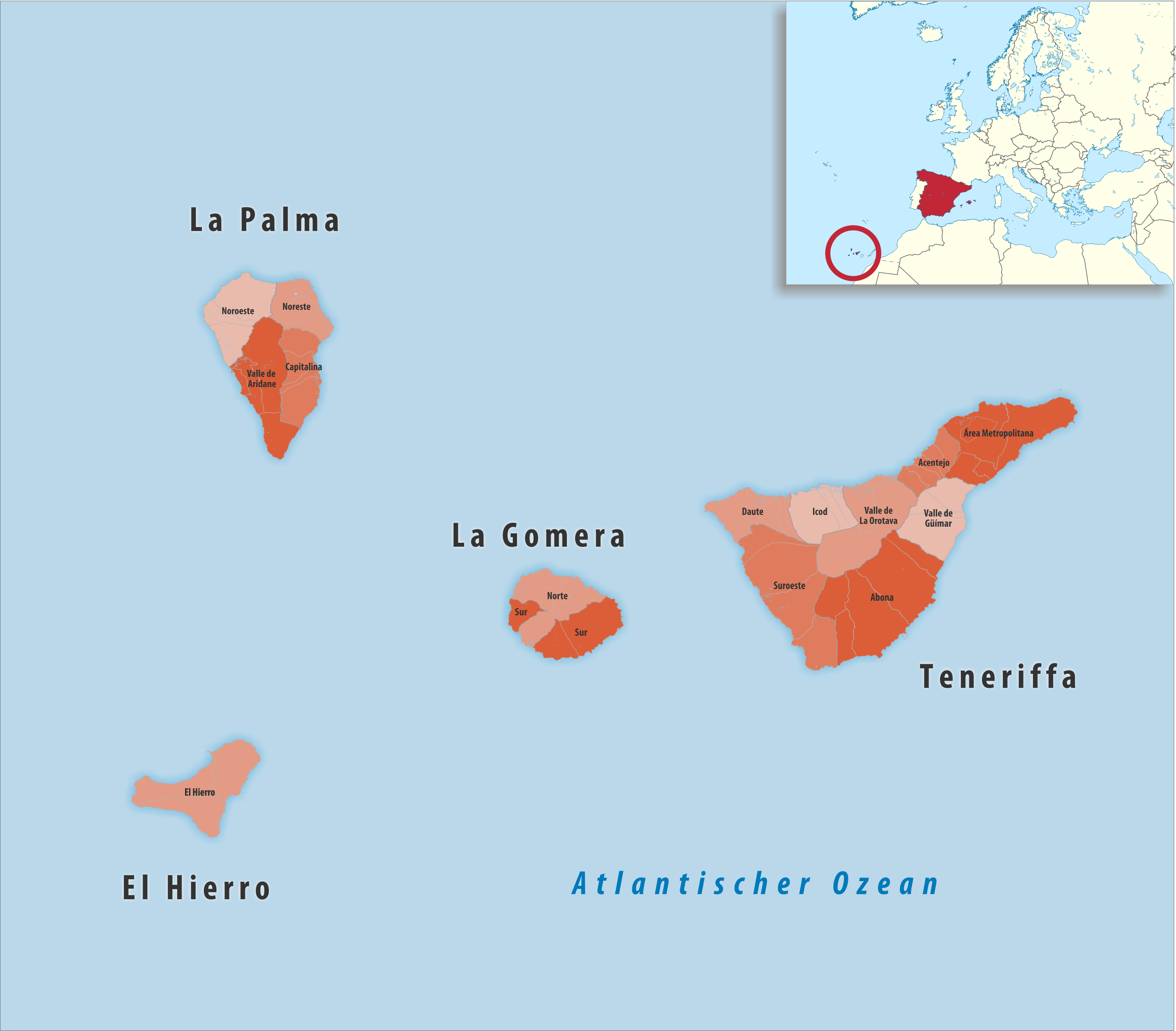
Comarcas in der Provinz Santa Cruz de Tenerife

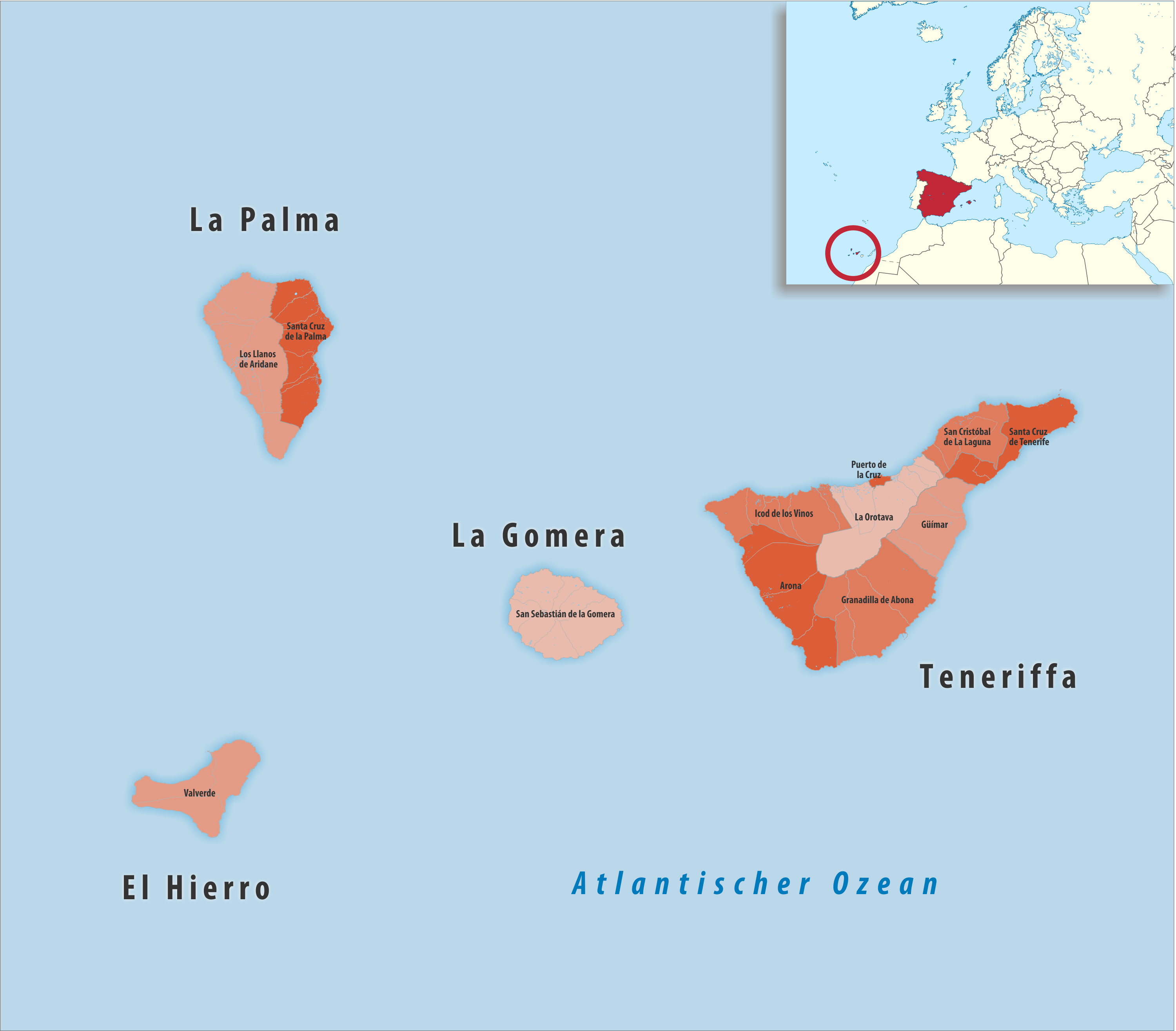
Gerichtsbezirke in der Provinz Santa Cruz de Tenerife

| Wappen | Gemeinden                  | Einwohner (2024) | Fläche km² | Dichte Einw./km² | Cod INE | Insel     | Comarca                        | Gerichtsbezirk             |
| ------ | -------------------------- | ---------------- | ---------- | ---------------- | ------- | --------- | ------------------------------ | -------------------------- |
|        | Adeje                      | 50.549           | 105,95     | 477              | 38001   | Teneriffa | Suroeste (Teneriffa)           | Arona                      |
|        | Agulo                      | 1.108            | 25,00      | 44               | 38002   | La Gomera | Norte (La Gomera)              | San Sebastián de La Gomera |
|        | Alajeró                    | 2.071            | 49,61      | 42               | 38003   | La Gomera | Sur (La Gomera)                | San Sebastián de La Gomera |
|        | Arafo                      | 5.776            | 34,36      | 168              | 38004   | Teneriffa | Valle de Güímar                | Güímar                     |
|        | Arico                      | 9.120            | 178,93     | 51               | 38005   | Teneriffa | Abona                          | Granadilla de Abona        |
|        | Arona                      | 86.624           | 81,60      | 1.062            | 38006   | Teneriffa | Suroeste (Teneriffa)           | Arona                      |
|        | Barlovento                 | 2.014            | 43,50      | 46               | 38007   | La Palma  | Noreste (La Palma)             | Santa Cruz de la Palma     |
|        | Breña Alta                 | 7.428            | 30,89      | 240              | 38008   | La Palma  | Capitalina                     | Santa Cruz de la Palma     |
|        | Breña Baja                 | 6.112            | 14,16      | 432              | 38009   | La Palma  | Capitalina                     | Santa Cruz de la Palma     |
|        | Buenavista del Norte       | 4.680            | 66,36      | 71               | 38010   | Teneriffa | Daute                          | Icod de los Vinos          |
|        | Candelaria                 | 28.795           | 49,48      | 582              | 38011   | Teneriffa | Valle de Güímar                | Güímar                     |
|        | El Paso                    | 8.156            | 135,94     | 60               | 38027   | La Palma  | Valle de Aridane               | Los Llanos de Aridane      |
|        | El Pinar                   | 2.010            | 82,74      | 24               | 38901   | El Hierro | El Hierro                      | Valverde                   |
|        | El Rosario                 | 17.983           | 39,31      | 457              | 38032   | Teneriffa | Área Metropolitana (Teneriffa) | Santa Cruz de Tenerife     |
|        | El Sauzal                  | 9.278            | 18,20      | 510              | 38041   | Teneriffa | Acentejo                       | San Cristóbal de La Laguna |
|        | El Tanque                  | 2.787            | 24,22      | 115              | 38044   | Teneriffa | Daute                          | Icod de los Vinos          |
|        | Fasnia                     | 3.066            | 45,25      | 68               | 38012   | Teneriffa | Abona                          | Güímar                     |
|        | Fuencaliente de la Palma   | 1.900            | 55,90      | 34               | 38014   | La Palma  | Valle de Aridane               | Los Llanos de Aridane      |
|        | Garachico                  | 4.924            | 29,03      | 170              | 38015   | Teneriffa | Daute                          | Icod de los Vinos          |
|        | Garafía                    | 1.983            | 102,58     | 19               | 38016   | La Palma  | Noroeste (La Palma)            | Los Llanos de Aridane      |
|        | Granadilla de Abona        | 57.143           | 162,50     | 352              | 38017   | Teneriffa | Abona                          | Granadilla de Abona        |
|        | Guía de Isora              | 22.642           | 144,10     | 157              | 38019   | Teneriffa | Suroeste (Teneriffa)           | Arona                      |
|        | Güímar                     | 21.716           | 102,89     | 211              | 38020   | Teneriffa | Valle de Güímar                | Güímar                     |
|        | Hermigua                   | 1.887            | 39,16      | 48               | 38021   | La Gomera | Norte (La Gomera)              | San Sebastián de La Gomera |
|        | Icod de los Vinos          | 24.285           | 95,94      | 253              | 38022   | Teneriffa | Icod                           | Icod de los Vinos          |
|        | La Frontera                | 4.528            | 81,30      | 56               | 38013   | El Hierro | El Hierro                      | Valverde                   |
|        | La Guancha                 | 5.593            | 23,80      | 235              | 38018   | Teneriffa | Icod                           | Icod de los Vinos          |
|        | La Matanza de Acentejo     | 9.160            | 14,05      | 652              | 38025   | Teneriffa | Acentejo                       | La Orotava                 |
|        | La Orotava                 | 42.585           | 206,89     | 206              | 38026   | Teneriffa | Valle de La Orotava            | La Orotava                 |
|        | La Victoria de Acentejo    | 9.313            | 18,09      | 515              | 38051   | Teneriffa | Acentejo                       | La Orotava                 |
|        | Los Llanos de Aridane      | 20.283           | 35,60      | 570              | 38024   | La Palma  | Valle de Aridane               | Los Llanos de Aridane      |
|        | Los Realejos               | 37.522           | 56,47      | 664              | 38031   | Teneriffa | Valle de La Orotava            | La Orotava                 |
|        | Los Silos                  | 4.705            | 24,55      | 192              | 38042   | Teneriffa | Daute                          | Icod de los Vinos          |
|        | Puerto de la Cruz          | 31.377           | 8,83       | 3.553            | 38028   | Teneriffa | Valle de La Orotava            | Puerto de la Cruz          |
|        | Puntagorda                 | 2.355            | 30,81      | 76               | 38029   | La Palma  | Noroeste (La Palma)            | Los Llanos de Aridane      |
|        | Puntallana                 | 2.699            | 35,05      | 77               | 38030   | La Palma  | Noreste (La Palma)             | Santa Cruz de la Palma     |
|        | San Andrés y Sauces        | 4.296            | 42,87      | 100              | 38033   | La Palma  | Noreste (La Palma)             | Santa Cruz de la Palma     |
|        | San Cristóbal de La Laguna | 160.258          | 102,45     | 1.564            | 38023   | Teneriffa | Área Metropolitana (Teneriffa) | San Cristóbal de La Laguna |
|        | San Juan de la Rambla      | 4.904            | 20,61      | 238              | 38034   | Teneriffa | Icod                           | La Orotava                 |
|        | San Miguel de Abona        | 23.138           | 42,04      | 550              | 38035   | Teneriffa | Abona                          | Granadilla de Abona        |
|        | San Sebastián de La Gomera | 9.562            | 113,13     | 85               | 38036   | La Gomera | Sur (La Gomera)                | San Sebastián de La Gomera |
|        | Santa Cruz de La Palma     | 15.565           | 43,41      | 359              | 38037   | La Palma  | Capitalina                     | Santa Cruz de la Palma     |
|        | Santa Cruz de Tenerife     | 211.359          | 150,44     | 1.405            | 38038   | Teneriffa | Área Metropolitana (Teneriffa) | Santa Cruz de Tenerife     |
|        | Santa Úrsula               | 15.386           | 22,37      | 688              | 38039   | Teneriffa | Acentejo                       | La Orotava                 |
|        | Santiago del Teide         | 12.373           | 52,11      | 237              | 38040   | Teneriffa | Suroeste (Teneriffa)           | Arona                      |
|        | Tacoronte                  | 24.746           | 30,00      | 825              | 38043   | Teneriffa | Acentejo                       | San Cristóbal de La Laguna |
|        | Tazacorte                  | 4.559            | 12,04      | 379              | 38045   | La Palma  | Valle de Aridane               | Los Llanos de Aridane      |
|        | Tegueste                   | 11.405           | 26,44      | 431              | 38046   | Teneriffa | Área Metropolitana (Teneriffa) | San Cristóbal de La Laguna |
|        | Tijarafe                   | 2.684            | 53,55      | 50               | 38047   | La Palma  | Noroeste (La Palma)            | Los Llanos de Aridane      |
|        | Valle Gran Rey             | 4.854            | 32,21      | 151              | 38049   | La Gomera | Sur (La Gomera)                | San Sebastián de La Gomera |
|        | Vallehermoso               | 2.954            | 108,54     | 27               | 38050   | La Gomera | Norte (La Gomera)              | San Sebastián de La Gomera |
|        | Valverde                   | 5.268            | 103,68     | 51               | 38048   | El Hierro | El Hierro                      | Valverde                   |
|        | Vilaflor                   | 1.871            | 56,27      | 33               | 38052   | Teneriffa | Abona                          | Granadilla de Abona        |
|        | Villa de Mazo              | 5.070            | 70,67      | 72               | 38053   | La Palma  | Capitalina                     | Santa Cruz de la Palma     |
|        | Santa Cruz de Tenerife     | 1.074.409        | 3.375,87   | 318              | 38000   | –         | –                              | –                          |

- Karte mit allen verlinkten Seiten:
- OSM |
- WikiMap